# Olympische Jugend-Sommerspiele 2014/Wasserspringen
Bei den Olympischen Jugend-Sommerspielen 2014 in der chinesischen Metropole Nanjing wurden fünf Wettbewerbe im Wasserspringen ausgetragen.
Die Wettbewerbe fanden vom 23. bis zum 27. August im Nanjing Olympic-Sports-Center-Stadion statt.

## Jungen

### Kunstspringen 3 m
| Platz | Land | Athlet              | Punkte |
| ----- | ---- | ------------------- | ------ |
| 1     | CHN  | Yang Hao            | 613,80 |
| 2     | MEX  | Rodrigo Diego López | 593,65 |
| 3     | CAN  | Philippe Gagné      | 566,75 |

Das Finale wurde am 24. August ausgetragen.
 Timo Barthel belegte mit 548,40 Punkten den vierten Platz.

 Guillaume Dutoit belegte mit 525,05 Punkten den neunten Platz.

### Turmspringen 10 m
| Platz | Land | Athlet              | Punkte |
| ----- | ---- | ------------------- | ------ |
| 1     | CHN  | Yang Hao            | 665,90 |
| 2     | CAN  | Philippe Gagné      | 531,70 |
| 3     | MEX  | Rodrigo Diego López | 512,75 |

Das Finale wurde am 26. August ausgetragen.
 Timo Barthel belegte mit 481,65 Punkten den fünften Platz.

## Mädchen

### Kunstspringen 3 m
| Platz | Land | Athlet             | Punkte |
| ----- | ---- | ------------------ | ------ |
| 1     | CHN  | Wu Shengping       | 492,05 |
| 2     | UKR  | Hanna Krasnoschlyk | 459,10 |
| 3     | MAS  | Zhiayi Loh         | 446,70 |

Das Finale wurde am 25. August ausgetragen.
 Vivian Barth belegte mit 383,70 Punkten den neunten Platz.

 Josefin Schneider belegte mit 380,30 Punkten den zehnten Platz.

### Turmspringen 10 m
| Platz | Land | Athlet           | Punkte |
| ----- | ---- | ---------------- | ------ |
| 1     | CHN  | Wu Shengping     | 526,20 |
| 2     | MAS  | Zhiayi Loh       | 450,65 |
| 3     | MEX  | Alejandra Orozco | 430,25 |

Das Finale wurde am 23. August ausgetragen.

## Gemischte Teams
| Platz | Land                 | Athlet                                              | Punkte |
| ----- | -------------------- | --------------------------------------------------- | ------ |
| 1     | Gemischte Mannschaft | Alejandra Orozco ( MEX) Daniel Jensen ( NOR)        | 379,50 |
| 2     | Gemischte Mannschaft | Wu Shengping ( CHN) Mohab Elkordy ( EGY)            | 374,90 |
| 3     | Gemischte Mannschaft | Gracia Leydon Mahoney ( USA) Pylyp Tkachenko ( UKR) | 354,00 |

Das Finale wurde am 27. August ausgetragen.
 Josefin Schneider erreichte mit  Philippe Gagné 326,05 Punkte und belegte Platz 5
 Timo Barthel erreichte mit  Ingrid de Oliveira 280,40 Punkte und belegte Platz 10
 Vivian Barth erreichte mit  Rodrigo Diego López 275,80 Punkte und belegte Platz 11